# Karl Hoess
Karl Hoess (* vor 1971 in Wien) ist ein österreichischer Schauspieler.

## Leben
Hoess trat unter anderem am Volkstheater Wien (1971, kleine Rolle in König Johann mit Fernsehaufzeichnung), am Theater in der Josefstadt (2001), am Volkstheater München und am Theater Komödianten am Wiener Börseplatz auf. Unter der Direktion von Claus Peymann spielte er zehn Jahre am Burgtheater. Er übernahm dort Rollen in Der Besuch der alten Dame (1992, 1. Bürger), in Sonnenuntergang von Isaak Babel (1993, Wajner), in Liliom (1993, Der Breitenseer Polizist), in Spiel der Illusionen von Pierre Corneille (1993, Géronte), in der Uraufführung von Elfriede Jelineks Raststätte oder Sie machens alle (1994), in Yvonne, Prinzessin von Burgund (1994, Marschall), in der Uraufführung Vinny von Klaus Pohl (1994, Ed Russel), in der Uraufführung von Peter Handkes Zurüstungen für die Unsterblichkeit (1997), in Die heilige Johanna der Schlachthöfe (1997, Arbeiter), in Der Turm (1997, Beichtvater des Königs), in Mutter Courage und ihre Kinder (1998, Offizier) und in der Uraufführung Der Golem von Bayreuth (1998) von Ulla Berkéwicz.
Am Theater spielte er außerdem Rollen wie die des Don Juan, den Leutnant Gustl, Oberon/Theseus in William Shakespeares Komödie Ein Sommernachtstraum, sowie Rollen in Stücken von Oscar Wilde.
Mit dem szenischen Monolog Hier spricht Paul Wühr trat Hoess unter der Regie von Lucas Cejpek 2004 im Literaturhaus Graz auf. Hoess war auch an der Mailänder Scala engagiert, wo er im Februar/März 2010 unter der Regie von Patrice Chéreau in einer Schauspielrolle in der Oper Aus einem Totenhaus, einer Koproduktion mit den Wiener Festwochen, auftrat. Im April 2010 wirkte er am Wiener Schauspielhaus in der Uraufführung von Ich vernasche Feind und Freund: Frisches Blut mit.
Hoess wirkte auch in einigen Film- und Fernsehproduktionen mit. In der US-amerikanischen Miniserie Holocaust – Die Geschichte der Familie Weiss spielte er 1978 in der zweiten Folge der TV-Serie die Rolle eines Häftlings im KZ Buchenwald.
Hoess arbeitete auch als Sprecher für Hörspiele. In Rockreisen, dem ORF-Hörspiel des Jahres 2003, einem akustischen Roadmovie von Gerhard Jaschke, wirkte er unter der Regie von Lucas Cejpek in der Rolle des Fredl Sturm mit. Außerdem gehörte er zur Besetzung der legendären Radio-Sitcom Familie Auer beim ORF-Kunstradio.
Hoess lebt in Wien.

## Filmografie
- 1971: König Johann (TV, als Karl Höss)
- 1978: Holocaust – Die Geschichte der Familie Weiss (Holocaust) (TV, als Karl Hoss)
- 1978: Der kurze Brief zum langen Abschied (TV)
- 1982: Kalkstein (TV)
- 1985: Morgengrauen (TV)
- 1995: Die Nacht der Nächte (TV)